# 下加納
下加納（しもかのう）は茨城県稲敷郡河内町の大字。郵便番号300-1406。

## 地理
北は稲敷市太田、東は稲敷市堀川、南は金江津、西は稲敷市南太田に隣接している。
飛び地があり、和銅谷、稲敷市南太田、稲敷市伊崎に隣接している。

## 小・中学校の学区
町立小・中学校に通う場合、河内町立かわち学園に通うこととなる。

## 世帯数と人口
2015年（平成27年）10月1日現在の世帯数と人口は以下の通りである。
| 大字   | 世帯数  | 人口  |
| ------ | ------- | ----- |
| 下加納 | 182世帯 | 559人 |

## 施設
- 下加納公会堂
- 禅林寺
- 愛宕神社